# Escola de Educação Física e Desportos da Universidade Federal do Rio de Janeiro
A Escola de Educação Física e Desportos (EEFD) é uma unidade acadêmica do Centro de Ciências da Saúde (CCS) da Universidade Federal do Rio de Janeiro (UFRJ), localizada no campus da Ilha do Fundão, no Rio de Janeiro, Brasil. Fundada em 1939, a EEFD é uma das mais antigas e respeitadas instituições de ensino superior na área de educação física e desportos no país.

## História

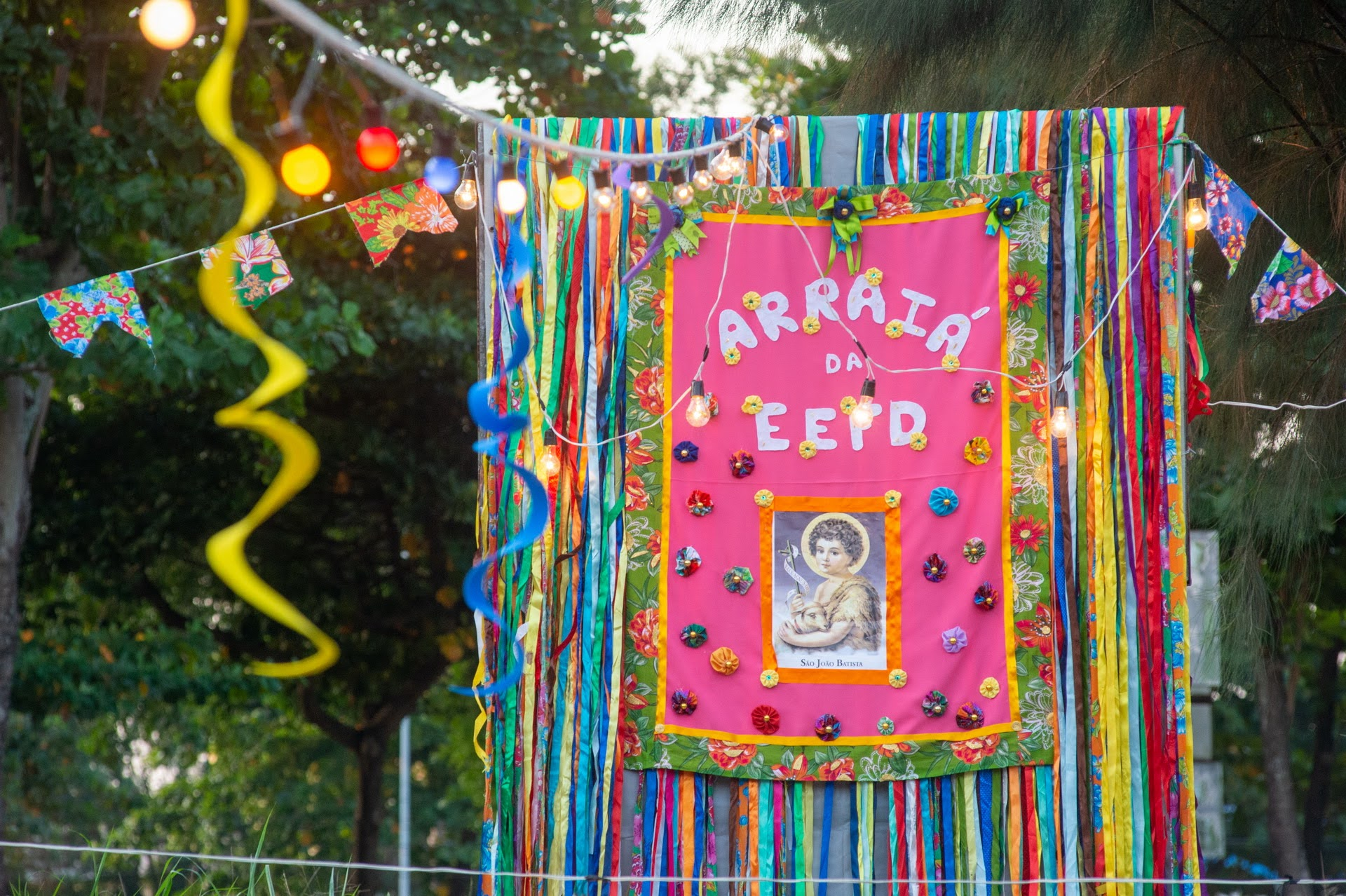
Festejo pelo Dia de São João nas Quadras Poliesportivas da EEFD

A EEFD foi criada com o objetivo de formar profissionais qualificados para atuar na área de educação física e desportos. Em 1968, a escola passou a se chamar Escola de Educação Física e Desportos e, em 1972, foi transferida para o campus da Ilha do Fundão, onde está situada até os dias atuais.

### Cursos Oferecidos
A EEFD oferece cursos de graduação e pós-graduação em Educação Física. O curso de graduação é oferecido nos turnos diurno e noturno, com uma duração recomendada de nove semestres. A pós-graduação inclui programas de mestrado e doutorado, com foco em diversas áreas de pesquisa relacionadas à educação física e desportos.

### Estrutura
A escola conta com uma infraestrutura moderna, incluindo laboratórios especializados, ginásios, piscinas e salas de aula equipadas para atender às necessidades dos alunos e professores. Além disso, a EEFD possui parcerias com diversas instituições e organizações esportivas, proporcionando aos alunos oportunidades de estágio e pesquisa.
No entanto, a infraestrutura da EEFD enfrenta desafios significativos nos últimos anos. Em 2023 e 2024, ocorreram desabamentos em algumas áreas do prédio, o que resultará na necessidade de reformas emergenciais e na realocação temporária de algumas atividades acadêmicas. Esses incidentes destacaram a necessidade de investimentos contínuos na manutenção e modernização das instalações para garantir a segurança e o bem-estar de todos os usuários.

### Companhia Folclórica da UFRJ

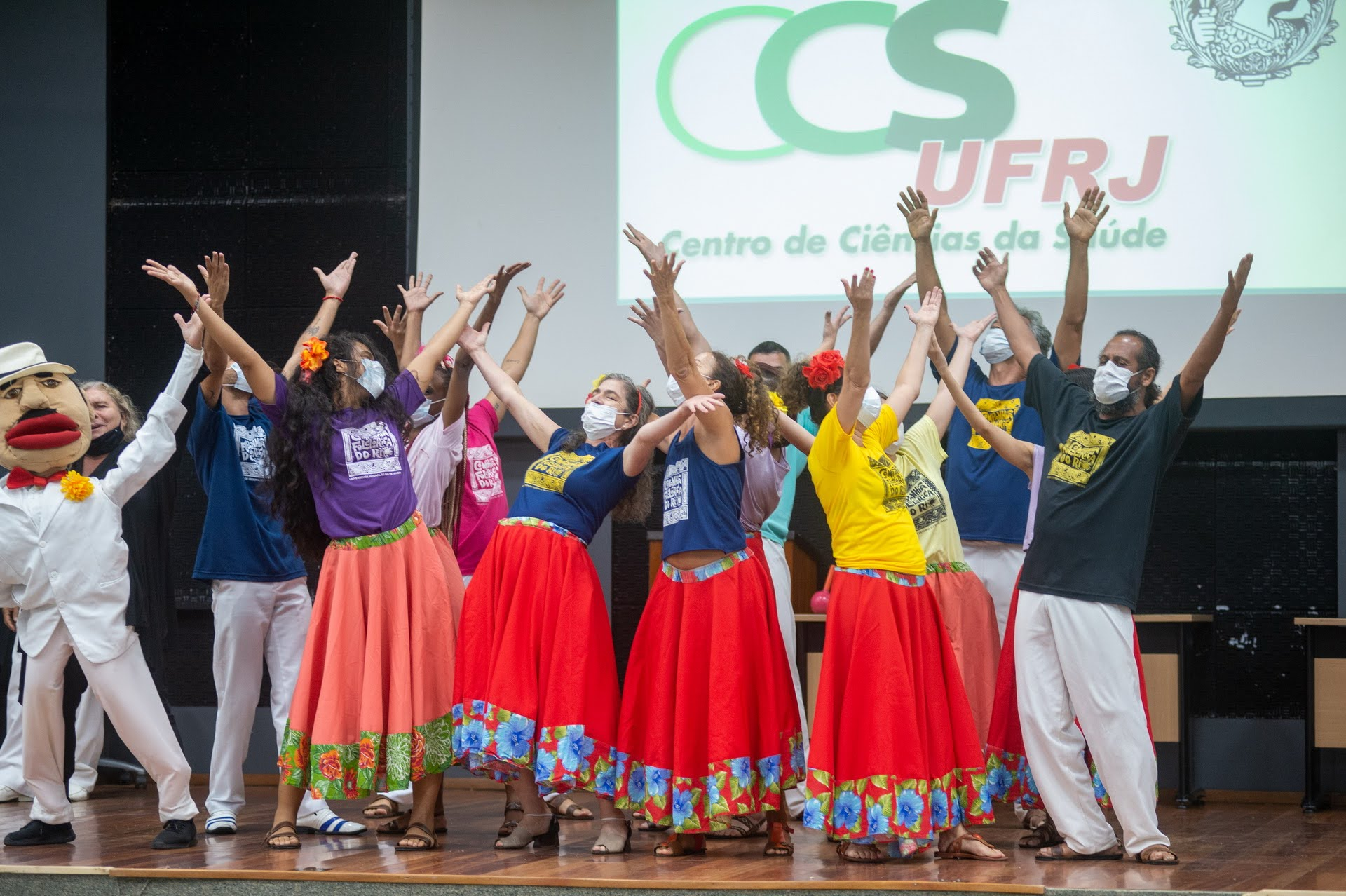
Apresentação da Companhia Folclórica da UFRJ no Auditório Professor Rodolpho Paulo Rocco (Quinhentão)

A Companhia Folclórica da UFRJ é um grupo artístico, de pesquisa e de divulgação da cultura popular brasileira, constituído por professores, funcionários e alunos de diversas unidades da Universidade Federal do Rio de Janeiro (UFRJ). Fundada em 1987 pela professora Eleonora Gabriel, a Companhia originou-se do Grupo de Danças Folclóricas da UFRJ, criado na década de 1970 pela professora Sonia Chemale.
A Companhia é conhecida por produzir espetáculos de música, danças e folguedos brasileiros, além de promover atividades e eventos científicos e culturais. Ela também oferece cursos de extensão e educação continuada, integrando a cultura popular ao universo acadêmico e à sociedade em geral.

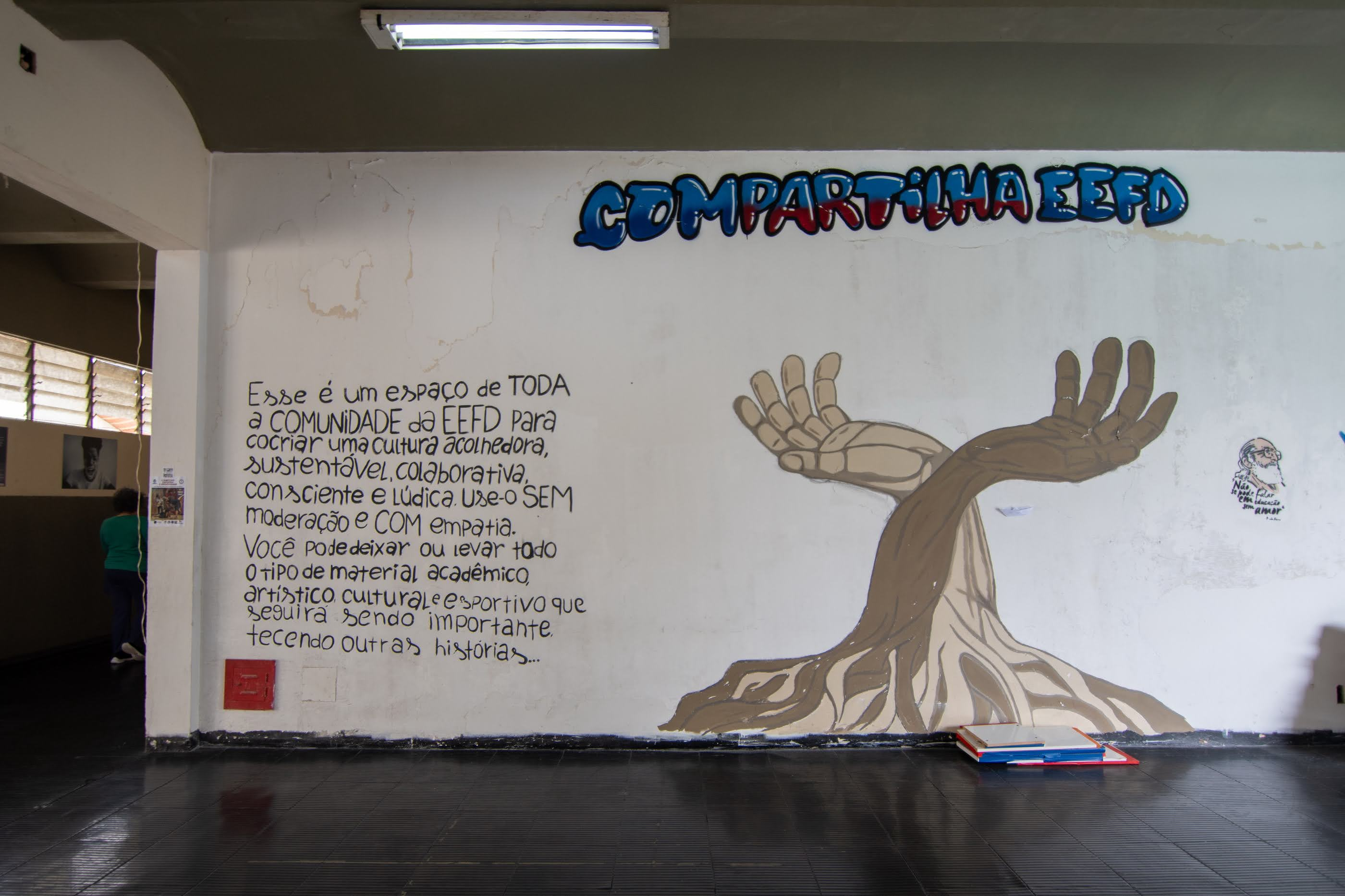
Ocupação artística no corredor da Direção

Através de suas apresentações e projetos, a Companhia Folclórica da UFRJ busca valorizar e preservar o patrimônio imaterial brasileiro, sensibilizando tanto a comunidade acadêmica quanto o público externo para a riqueza das manifestações culturais populares do Brasil.

### Missão e Visão
A missão da EEFD é promover a formação de profissionais competentes e comprometidos com a promoção da saúde e do bem-estar através da educação física e do esporte. A visão da escola é ser referência nacional e internacional na formação e pesquisa em educação física e desportos.